# La Cortinada
La Cortinada (katalánská výslovnost: [lə kuɾtiˈnaðə]) je vesnice v Andoře, která se nachází mezi vesnicemi Arans a Ansalonga ve farnosti Ordino.

## Hlavní památky
Uprostřed vesnice stojí románský kostel Sant Martí de la Cortinada z 12. století. V jeho přístavbách z 17. a 18. století se dochovala zábradlí oddělující hlavní oltář a boční kaple ukutá ze svářkové oceli pocházející ze železářských hutí působících přímo v Andoře. V kostele jsou rovněž románské nástěnné malby, barokní oltář a mobiliář ze 17. století a zvonkohra.